# Xã Mission Hill, Quận Yankton, Nam Dakota
Xã Mission Hill (tiếng Anh: Mission Hill Township) là một xã thuộc quận Yankton, tiểu bang Nam Dakota, Hoa Kỳ. Năm 2010, dân số của xã này là 386 người.